# وارين فيتزجيرالد
وارين فيتزجيرالد (بالإنجليزية: Warren Fitzgerald)‏ هو كاتب أغاني ومنتج أفلام وعازف قيثارة أمريكي، ولد في 15 سبتمبر 1968.

## وصلات خارجية
- وارين فيتزجيرالد على موقع IMDb (الإنجليزية)
- وارين فيتزجيرالد على موقع ميوزك برينز (الإنجليزية)
- وارين فيتزجيرالد على موقع قاعدة بيانات برودواي على الإنترنت (الإنجليزية)
- وارين فيتزجيرالد على موقع أول ميوزيك (الإنجليزية)
- وارين فيتزجيرالد على موقع ديسكوغز (الإنجليزية)